# IC 2530
IC 2530 ist eine linsenförmige Galaxie vom Hubble-Typ S0 im Sternbild Kleiner Löwe am Nordsternhimmel. Sie ist schätzungsweise 293 Millionen Lichtjahre von der Milchstraße entfernt.
Das Objekt wurde am 16. Mai 1900 von Stéphane Javelle entdeckt.